# 保時捷911 GT1
保時捷911 GT1是保時捷賽事部門設計並量產的一種利曼24小時耐力賽GT1組別賽車，另外也生产出了民用版本（限量）。

## 歷史
1995年，保時捷911 GT1正式發佈，1996年-1998年间首次出戰利曼24小時耐力賽，曾在1996年的赛季里一舉奪得GT1組別冠軍。

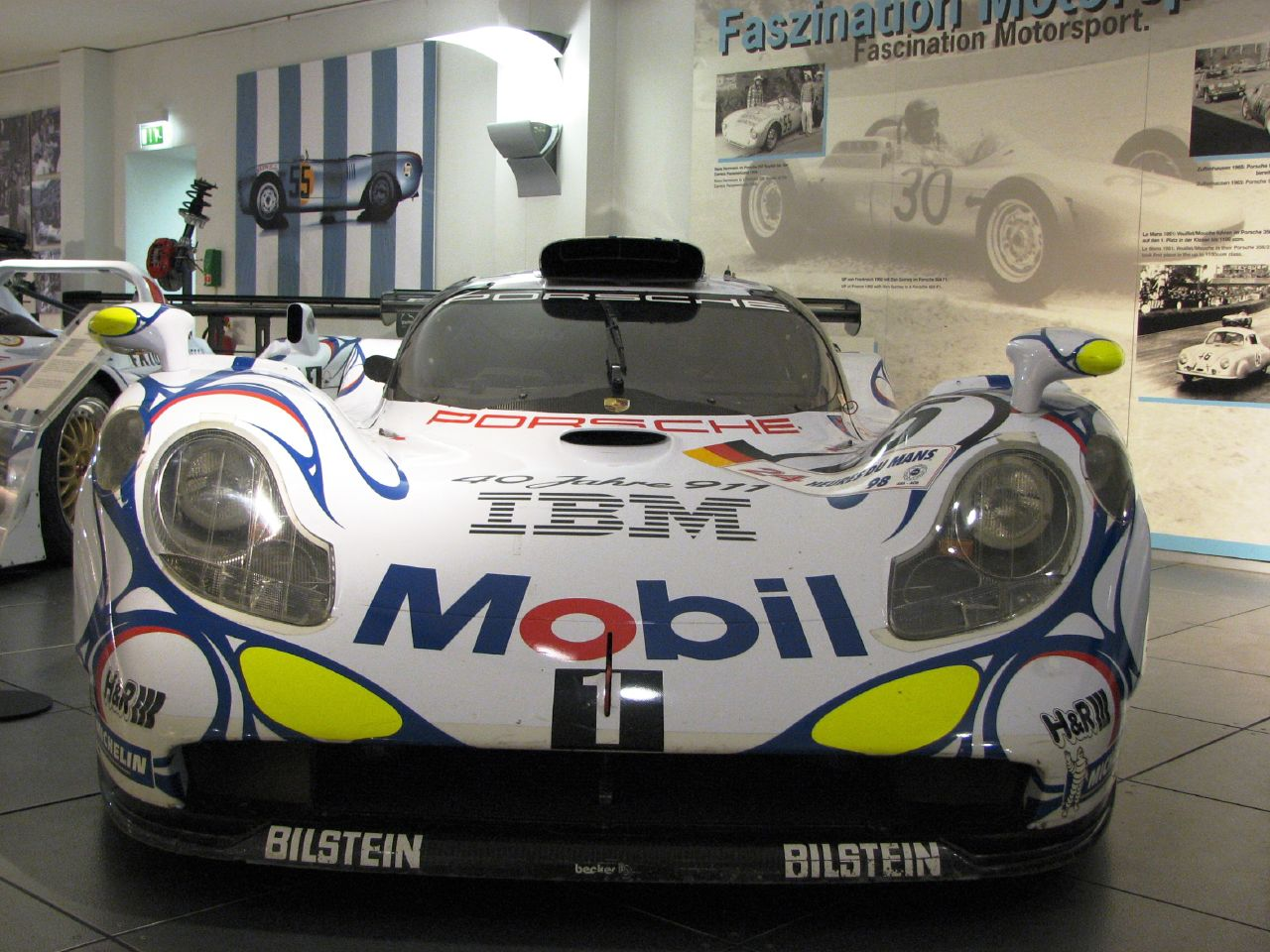
911 GT1 '98車頭，車頭大燈的設計取自996

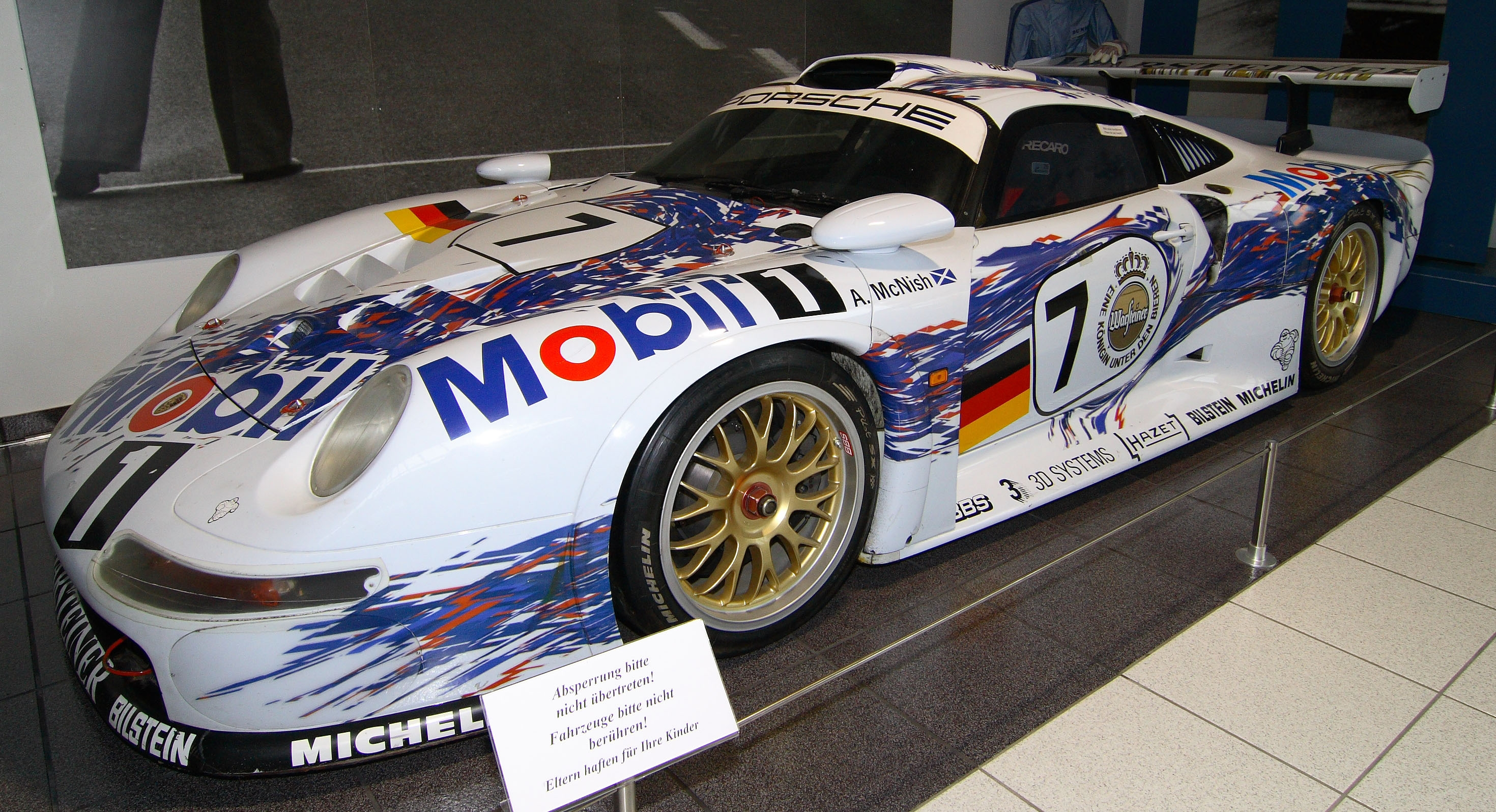
1996款的911 GT1

除了利曼24小時耐力賽，911 GT1還積極參與BPR Global GT系列賽（現為FIA GT），在珠海分站賽奪冠。

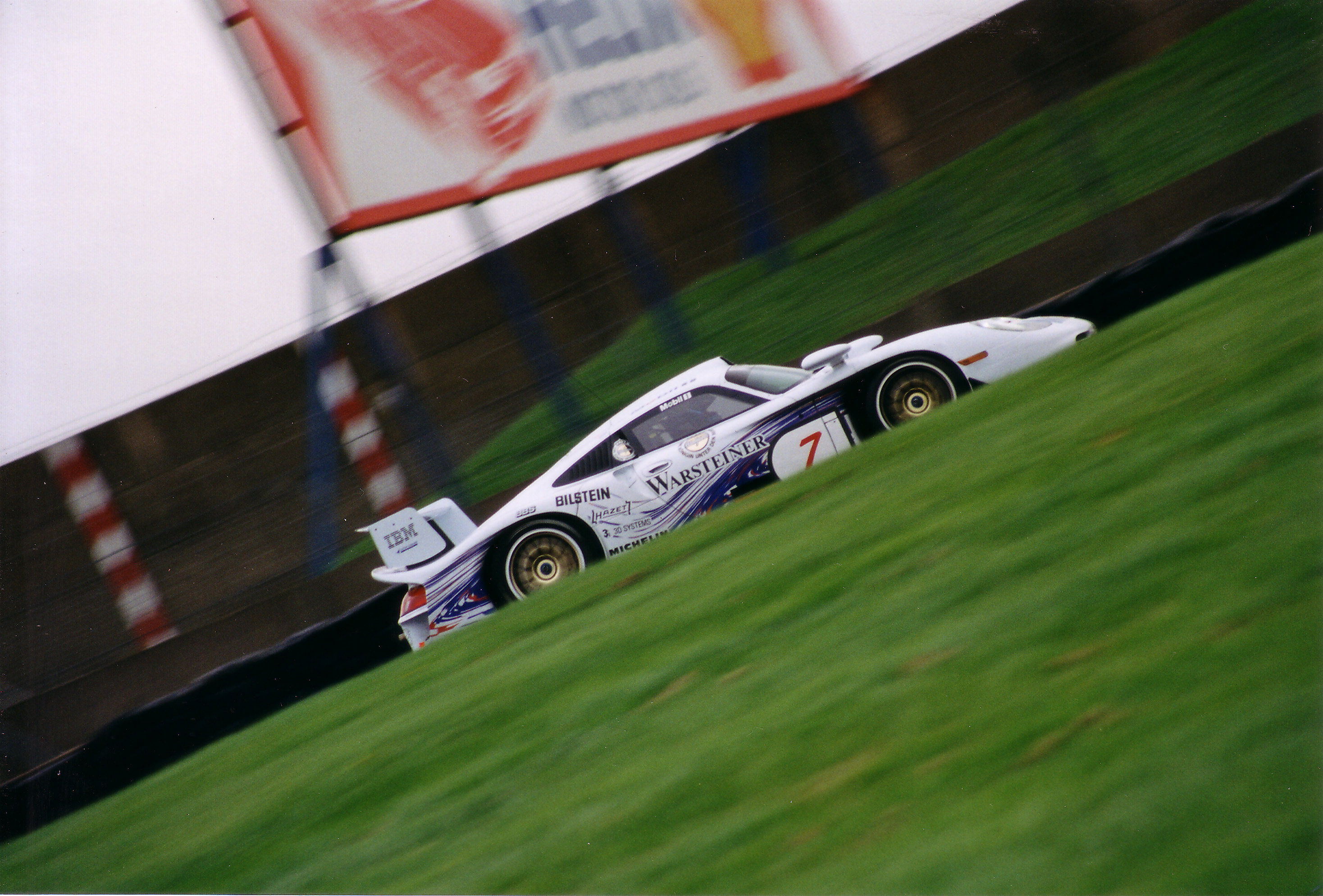
911 GT1 Evo在1997年BPR Global GT系列賽上

1996年，随着该车的声名大振，该车型的民用版也著手生產。其中，1996年-1997年基于保时捷993打造，1997年-1998年则基于保时捷996打造，總共只有25輛對外販售；且售價高昂，在1997年，此车售价达到了150萬馬克。

## 性能概況

### 賽道版本
搭载3.2升水平對置6缸引擎，最高輸出600馬力（每分钟转速7000），最大扭矩為600Nm（每分钟转速4250）；車重950kg；轮胎尺寸:前295/35/ZR-18  后295/35/ZR-18。 

## 民用版本
民用版最高输出544馬力（每分钟转速7000），最大扭矩502Nm（5500转每分）；整車重量為1250kg；承载式底盘，四轮独立悬挂（前后推杆式，螺旋弹簧减震）；从0~100km/h加速时间为3.9秒，0~200km/h加速时间为10.5秒；最高时速310公里；轮胎尺寸:前295/35 ZR 18 后335/30 ZR 18。 總產量 25輛